# Acanthocyclops gmeineri
Acanthocyclops gmeineri is een eenoogkreeftjessoort uit de familie van de Cyclopidae. De wetenschappelijke naam van de soort is voor het eerst geldig gepubliceerd in 1989 door Pospisil.